# 전창진
전창진(田昌眞, 1963년 5월 20일 ~ )은 대한민국의 前 농구 선수이자, 전 부산 KCC 이지스의 감독이다.

## 학력
- 상명초등학교 졸업
- 용산중학교 졸업
- 용산고등학교 졸업
- 고려대학교 졸업

## 이력
- 2004 	삼성 애니콜프로농구 감독상
- 2005 	삼성 애니콜프로농구 감독상
- 2008 	SK텔레콤 T프로농구 정규리그 감독상
- 2008 	SK텔레콤 T프로농구 스포츠토토 한국농구대상 감독상
- 2010 	KCC 프로농구 감독상
- 2011 	현대모비스 프로농구 정규리그 감독상
- 2021 	현대모비스 프로농구 정규리그 감독상

## 일화
- 서울 상명초등학교 4학년때 농구공을 잡기 시작했다.
- 용산중 3학년 때 당한 발목 골절로 오랫동안 고생했다.
- 실업팀 삼성전자에 데뷔한 지 1년 만인 1988년 발목 수술을 받고 은퇴했다.
- 2008년 1월18일 창원 경기에서 LG를 69-67로 꺾고 프로농구 200승 고지를 밟았다. 135패 만에 달성한 최소경기 200승 기록이다.
- 울산 현대모비스 피버스의 유재학 감독과는 초등학교,중학교 시절 친구였다. 고교,대학,아마는 달랐지만, 지금도 40년 넘게 우정을 맺고 있다.
- 허재 전 감독과는 중학교, 고등학교 선후배 관계였다.
- 자신의 모교 대선배인 김진 감독과는 대학교 선후배 관계다.
- 동갑내기인 추일승 감독과는 라이벌이다.